# Триаст
Триаст (др.-греч. τριαστής) — это титул, появившийся в VI веке до н. э. в Древней Греции.

## Присвоение
Титул присваивался участнику Античных Олимпийских игр, победившиму на одних и тех же Играх во всех соревнованиях, проходивших в один день, то есть в беге, двойном беге и беге с оружием.
Самым известным носителем титула является Леонид Родосский, получивший на 4 Олимпиадах подряд 12 венков победителя.